# Jean-Loup
Jean-Loup est un prénom masculin composé des prénoms Jean et Loup. Au XXe siècle, il atteindra son pic de popularité en 1950 avec 171 naissances de Jean-Loup ; en 2020, 3 garçons ont reçu ce prénom.
Il est notamment porté par :
ordre alphabétique
- Jean-Loup Chrétien (1938- ), spationaute français ;
- Jean-Loup Dabadie (1938-2020), homme de lettres français.

- Pour l'ensemble des articles sur les personnes portant ce prénom, consulter :
  - la liste des articles dont le titre commence par ce prénom
  - les listes produites par Wikidata : Liste des personnes de prénom « Jean-Loup » — même liste en incluant les éventuels prénoms composés qui contiennent « Jean-Loup ».